# سیارک ۱۱۹۳۴
سیارک ۱۱۹۳۴ (به انگلیسی: 11934 Lundgren، نامگذاری:1993FL4)۱۱۹۳۴مین سیارک کشف شده‌است که در ۱۷ مارس ۱۹۹۳ کشف شد.